# Proconura dexius
Proconura dexius är en stekelart som först beskrevs av Walker 1838.  Proconura dexius ingår i släktet Proconura och familjen bredlårsteklar. Inga underarter finns listade i Catalogue of Life.